# Trône/Troon
Trône/Troon – stacja metra w Brukseli, na linii 2 i 6. Zlokalizowana jest pomiędzy stacjami Porte de Namur/Naamsepoort i Arts-Loi/Kunst-Wet. Została otwarta 2 października 1988.